# Klik & Play
Klik & Play ist ein Computerspiele-Entwicklungssystem, das vom Unternehmen Clickteam entwickelt wurde und für das keinerlei Programmierkenntnisse notwendig sind. Es werden stattdessen die Objekte mittels Drag and Drop platziert und ihnen verschiedene Ereignisse und Aktionen zugewiesen.
Klik & Play war die erste Software in dieser Richtung überhaupt und bildete den Grundstein für vieler weiterer sogenannter Klik Software.
Aufgrund der Einfachheit war es in Schulen sehr populär. Im professionellen Bereich war es jedoch nie ein Thema, da sich nur 2D- bzw. Pseudo-3D-Spiele mit einer Levelgröße von einem Bildschirm erstellen ließen. Weitere Einschränkungen sind der nichtvorhandene Dateizugriff (zur Speicherung von Spielständen, Hi-Scores, Levels usw.), die äußerst langsame Engine und begrenzte Anzahl von Objekten.
Klik & Play ist bereits veraltet und wurde durch modernere Programme wie The Games Factory (Spieleentwicklung) und Multimedia Fusion (Spiele und Programmentwicklung) verdrängt.

## Geschichte
- 1994 – Erstveröffentlichung durch Europress Software Ltd.
- Später von Maxis in den USA und Ubisoft in Frankreich
- 1996 – Portugiesische Version, vertrieben von MSD Multimídia in Brasilien
- Seit 2000 gibt es eine Gratisversion für Schulen (Klik & Play For Schools) zum Herunterladen, die Lizenz ist jedoch auf den Schulgebrauch beschränkt.

## Editoren
Klik & Play besteht aus einer Reihe von verschiedenen Editoren mit denen bestimmte Bereiche des Spieles beeinflusst werden können.

### Drehbucheditor
Im Drehbucheditor können neue Levels zum Spiel hinzugefügt und Levelparameter eingestellt werden.

### Leveleditor
Im Leveleditor können verschiedene Objekte mittels Drag & Drop zum Level hinzugefügt werden. Es werden dabei grundsätzlich drei verschiedene Arten von Objekten unterschieden:
- Hintergrundobjekte: statische Objekte zur Anzeige von Hintergrundbildern, nur einfache Kollisionsabfragen möglich
- Aktivobjekte: dynamische Objekte mit Animation und Bewegung, es können verschiedene Zustände abgefragt werden, sind rechenintensiver als Hintergrundobjekte
- Spezialobjekte: Texte, Zähler, Leben usw.

### Ereigniseditor
Im Ereigniseditor kann die eigentliche Logik definiert werden. Im linken Bereich werden die verschiedenen Bedingungen definiert (z. B. "Ball kollidiert mit Spieler") und rechts in einer Matrix die entsprechenden Aktionen (z. B. "Spiele Klang: hit.wav!", "Zerstöre Ball!", "Verringere Leben um 1!").

### Einzelschritteditor
Der Einzelschritteditor ist eine einfachere Version des Ereigniseditors, der sich sehr gut für Anfänger eignet. Es wird das Spiel „gespielt“ und bei jedem Ereignis unterbrochen, sodass einfache Aktionen definiert werden können. Für fortgeschrittene Benutzer ist dieser Editor eher ungeeignet, da das „Spielen“ sehr lange dauern kann; das Spiel auch bei ungewollten Ereignissen unterbrochen wird und nur sehr begrenzte Aktionen möglich sind.

## Aktivobjekte
Jedem Aktivobjekt kann eine von sechs Bewegungsarten (Mausgesteuert, Acht Richtungen (Vogelperspektive), Rennwagen (Vogelperspektive), Plattform (Seitenansicht), Springender Ball (Computergesteuert), Pfadbewegung (Computergesteuert)) zugewiesen werden und verschiedene Parameter wie Maximalgeschwindigkeit, Beschleunigung, Verzögerung usw. definiert werden.
Außerdem kann für jede von 32 möglichen Richtungen und 16 möglichen Zuständen (z. B. stehend, gehend, springend usw.) eine Folge von Einzelbildern und entsprechende Animationsgeschwindigkeit zugewiesen werden, wodurch das Objekt verschieden animiert werden kann.
Im Ereigniseditor können von den Aktivobjekten verschiedene Zustände wie Kollision mit anderen Objekten, Geschwindigkeit, Position, Richtung usw. abgefragt und verglichen werden.

## Programmumfang

### Fertige Spiele
- Gracillis V – Weltraum-Shoot ’em up
- Hungry Hedgehogs – Mathematikspiel für Kinder
- Klik & Play Card Game – Memory
- Music Madness – Musikprogramm
- Racing Line – Rennspiel
- Reversi – Denkspiel
- Romeo – Jump ’n’ Run
- Slot Machine – Einarmiger Bandit
- The Face Game – Denkspiel
- Toyland – Breakoutspiel

### Mediendateien
Zum Lieferumfang gehören zahlreiche vorgefertigte Grafikobjekte, beispielsweise Hintergrundbilder, Symbole, Fahrzeuge oder Charaktere; daneben rund 250 Klänge und Geräuscheffekte sowie einige MIDI-Musikdateien. Aufgrund des eigenen Grafikstils und der wiedererkennbaren guten Qualität eignen sich diese vorgefertigten Grafiken nur bedingt für eigene Spiele.

## Dateien
Ein Klik & Play Spiel besteht aus folgenden Dateien:
- EXE – ausführbare Datei (sofern das Spiel kompiliert wurde)
- GAM – Programmlogik
- IMG – Grafiken
- MTF – Fonts
- MUS – Musik (Midi)
- SND – Sound-Samples (Wave)
- WRI – Hilfedatei